# Grievous
General Grievous [ˈdʒɛnɹəl grivəs'] je izmišljena oseba iz domišljijskega sveta Vojne zvezd (angleško Star Wars).

## Nastanek
General Greivous je nastal kot kiborg pod okriljem Darth Tyranusa. Bil je eden najmočnejših generalov v Vojni Klonov. Ubil ga je Obi-Wan Kenobi.